# William Henry Ward
William Henry Ward (13 de septiembre de 1865 - 1924) fue un inventor estadounidense, pionero de la idea de la transmisión inalámbrica de señales telegráficas eléctricas. 

## Semblanza
Ward residía en Auburn, Nueva York. Hombre de variadas inquietudes, abordó todo tipo de negocios, con actividades tan diversas como autor de textos religiosos; o como diseñador de un código de señales mediante banderas, de una máquina para fabricar balas, de cohetes explosivos o de una loción para el pelo. Era amigo de Mahlon Loomis, un dentista de Washington D. C. al que conoció cuando se pusieron de acuerdo para que Ward promocionase en Europa las dentaduras postizas patentadas por Loomis.
Ambos estaban interesados en las comunicaciones telegráficas y compartieron sus ideas acerca de la posibilidad de utilizar la conductividad de alguna capa de la atmósfera para enviar señales eléctricas telegráficas inalábricamente.
El 30 de abril de 1872, Ward obtuvo una patente para la "Mejora en la recepción de señales eléctricas en telegrafía" (Patente USPTO n.º 126356), en la que se especulaba con la posibilidad de que una capa eléctrica de la atmósfera pudiera transportar señales como un cable telegráfico. Gracias a esta aportación, frecuentemente aparece citado entre los precursores involucrados en la invención de la radio. Loomis presentó una solicitud de patente similar tan solo tres meses después. Tal como estaba planteada, era una idea bastante ingenua, porque se confiaba en las corrientes convectivas de aire para transportar las corrientes eléctricas.